# Conan, a kalandor
A Conan, a kalandor (eredeti cím: Conan the Adventurer) 1997 és 1998 között futott amerikai televíziós fantasysorozat. A sorozat alkotója Max A. Keller, aki Robert E. Howard Conan, a barbár-történetei és az azok alapján készült 1982-es filmet vette alapul. A főbb szerepekben Ralf Moeller, Danny Woodburn, Jeremy Kemp, Robert McRay és T.J. Storm látható.
Az Amerikai Egyesült Államokban 1997. szeptember 22. és 1998. május 24. között mutatták be. Magyarországon a TV3 tűzte először műsorra 1999. március 20-án.

## Cselekmény
A sorozat Conan és társai kalandjait követik nyomon, akik faluról falura vándorolnak, esetenként pedig segítenek az ottani lakosoknak. Végső céljuk azonban a gonosz vezér, Hissah Zul legyőzése, akinek fogságában ott sínylődik Conan kedvese is.

## Szereplők
| Szerep            | Színész          | Magyar hang          |
| ----------------- | ---------------- | -------------------- |
| Conan             | Ralf Moeller     | Reisenbüchler Sándor |
| Otli              | Danny Woodburn   |                      |
| Zzeben            | Robert McRay     |                      |
| Hissah Zul        | Jeremy Kemp      |                      |
| A beszélő koponya | Arthur Burghardt |                      |
| Bayu              | T.J. Storm       |                      |
| Karella           | Aly Dunne        | Mics Ildikó          |

## Epizódok
| Sor. | Év. | Cím                                                           | Rendező         | Író                                    | Premier                                |
| --- | --- | ------------------------------------------------------------- | --------------- | -------------------------------------- | -------------------------------------- |
| 1. | 1.  | Az elefánt szíve, 1. rész (The Heart of the Elephant, part 1) | Gerard Hameline | Dennis Richards & Charles Henry Fabian | 1997. szeptember 22. 1999. március 20. |
| Kiméria királyának hatalma megrendülni látszik. Köszönhető mindez annak, hogy a hős Conan megérkezik az országba. A király pedig jóslatot hall arról, hogy egy harcos, akinek királyi vér csörgedezik az ereiben meg fogja dönteni hatalmát. Ezért indul seregeivel Conan nyomába…                        |     |                                                               |                 |                                        |                                        |
| 2. | 2.  | Az elefánt szíve, 2. rész (The Heart of the Elephant, part 2) | Gerard Hameline | Dennis Richards & Charles Henry Fabian | 1997. szeptember 22. 1999. március 21. |
| Miután Conan megtudja, hogy Yara csak akkor engedi szabadon Tamira lelkét a varázstükör fogságából, ha a férfi megszerzi az Elefánt Szíve nevű drágakövet, Conan azonnal a kincs keresésére indul. Hamarosan társaival együtt megérkezik a toronyhoz, ahol a kincset a legválogatottabb szörnyek őrzik... |     |                                                               |                 |                                        |                                        |
| 3. | 3.  | Az állatemberek földjén (Lair of the Beastmen)                | Gerard Hameline | Dennis Richards & Charles Henry Fabian | 1997. október 6. 1999. március 27.     |
| 4. | 4.  | Ahl Sohn-bar ostroma (The Siege of Ahl Sohn-Bar)              | Rob Stewart     | Teagan Clive & Charles Henry Fabian    | 1997. október 13. 1999. március 28.    |
| 5. | 5.  | A barát (A Friend in Need)                                    | Frank Wayne     | Scott Thomas & Charles Henry Fabian    | 1997. október 20. 1999. április 3.     |
| 6. | 6.  | A rubin erdő (The Ruby Fruit Forest)                          | Frank Wayne     | Harry Ackerman & Charles Henry Fabian  | 1997. október 27. 1999. április 4.     |
| 7. | 7.  | A három szűz (The Three Virgins)                              | Mark Roper      | John Bull & Charles Henry Fabian       | 1997. november 7. 1999. április 10.    |
| 8. | 8.  | A fogoly (Ransom)                                             | Rob Stewart     | Molly Glenmore & Charles Henry Fabian  | 1997. november 14. 1999. április 11.   |
| 9. | 9.  | Afka átka (The Curse of Afka)                                 | Frank Wayne     | Dennis Richards & Charles Henry Fabian | 1997. november 21. 1999. április 17.   |
| 10. | 10. | A hasonmás (Impostor)                                         | Mark Roper      | Reagan Clive & Charles Henry Fabian    | 1997. november 28. 1999. április 18.   |
| 11. | 11. | Az Amazon (Amazon Woman)                                      | Mark Roper      | Harry Ackerman & Charles Henry Fabian  | 1997. december 7. 1999. április 24.    |
| 12. | 12. | A hazatérés (Homecoming)                                      | Rob Stewart     | Scott Thomas & Charles Henry Fabian    | 1998. január 25. 1999. április 25.     |
| 13. | 13. | A makrancos hölgy (The Taming)                                | Rob Stewart     | Molly Glenmore & Charles Henry Fabian  | 1998. február 1. 1999. május 1.        |
| 14. | 14. | Vörös Szonja (Red Sonja)                                      | Mark Roper      | Scott Thomas & Charles Henry Fabian    | 1998. február 8. 1999. május 2.        |
| 15. | 15. | A halál árnyai (Shadows of Death)                             | Martin Denning  | Dennis Richards & Charles Henry Fabian | 1998. február 15. 1999. május 8.       |
| 16. | 16. | A gyermek (The Child)                                         | Frank Wayne     | Dennis Richards & Charles Henry Fabian | 1998. február 22. 1999. május 9.       |
| 17. | 17. | A kristály nyílvessző (The Crystal Arrow)                     | Mark Roper      | Scott Thomas & Charles Henry Fabian    | 1998. március 1. 1999. május 15.       |
| 18. | 18. | A labirintus szörnye (The Labyrinth)                          | Martin Denning  | Dennis Richards & Charles Henry Fabian | 1998. április 26. 1999. május 16.      |
| 19. | 19. | A barlang (The Cavern)                                        | Rob Stewart     | Peter Collins & Charles Henry Fabian   | 1998. május 3. 1999. május 22.         |
| 20. | 20. | Az ellenméreg (Antidote)                                      | Rob Stewart     | Peter Collins & Charles Henry Fabian   | 1998. május 10. 1999. május 23.        |
| 21. | 21. | Kapzsi mágusok (Lethal Wizards)                               | Rob Stewart     | Teagan Clive & Charles Henry Fabian    | 1998. május 17. 1999. május 29.        |
| 22. | 22. | Az örökös (Heir Apparent)                                     | Rob Stewart     | Harry Ackerman & Charles Henry Fabian  | 1998. május 24. 1999. május 30.        |